# Sorgaqtani
Sorgaqtani, Sorkhokhtani, Sorghagtani Beki (en mongol cyrillique (Khalkha : il y a plusieurs ethnies en mongolie, les Khalkha sont les plus nombreuses) : Сорхагтани Бэхи, translittération actuelle de Mongolie : Sorkhagtani bekhi, bekhi étant un titre de noblesse), née vers 1198, morte en 1252, est une princesse Mongol, issue de la maison princière des Kéraït.
Nièce de Toghril puis belle-fille de Gengis Khan, elle a joué un grand rôle dans l'accession au trône de ses trois fils, les Khagans Möngke et Kubilai, et Hulagu, fondateur de l'ilkhanat d'Iran.

## Biographie
Sorgaqtani, fille de Jakha Gambhu, est la nièce de Toghril, que l'on associe au légendaire Prêtre Jean (Ong Khan), Khagan des Tatars, et la petite fille de Cyriacus Buyruk Khan. Elle est de religion chrétienne nestorienne.
Elle devient l'épouse principale de Tolui, quatrième fils de Gengis Khan et de son épouse principale, Börte. De ce mariage naissent Möngke, Kubilaï, tous deux grands khans des Mongols, Houlagu, fondateur de la dynastie des khans Houlagides d'Iran, et Ariq Boqa, rival malheureux de son frère Kubilaï. 
Elle a une grande influence sur ses fils et sur l'évolution de l'Empire mongol. En 1248, meurt le troisième grand khan, Güyük, fils d'Ögödei, 3e fils de Gengis Khan et de Börte. En 1251, elle contribue à faire élire Möngke au détriment d'autres descendants d'Ögödei. Par la suite, le pouvoir passe aux mains de Kubilai.
Elle favorise les échanges commerciaux et intellectuels[réf. nécessaire]. 
L'historien Bar-Hebraeus (1226-1286) a écrit à son sujet :

« Si je devais voir parmi la race des femmes une autre femme comme celle-ci, je devrais dire que la race des femmes est de loin supérieure à celle des hommes. »

## Dans la culture populaire
Sorgaqtani est un personnage récurrent du manga historique Jaadugar, la légende de Fatima du mangaka Tomato Soup centré sur la vie de Fatima au sein de l'Empire Mongol.